# Glaciers des Pyrénées
Les glaciers des Pyrénées sont les derniers vestiges des immenses masses de glace formées durant l'ère glaciaire qui couvraient la chaîne pyrénéenne. Ces glaciers — parmi les plus méridionaux d'Europe —  sont tous des glaciers de montagne. Seuls subsistent encore de nos jours les cirques glaciaires, et quelques courtes langues de glace achevant leur course bien au-dessus des vallées. Très peu sont encore de réels glaciers en mouvement et la plupart sont réduits à de simples névés.

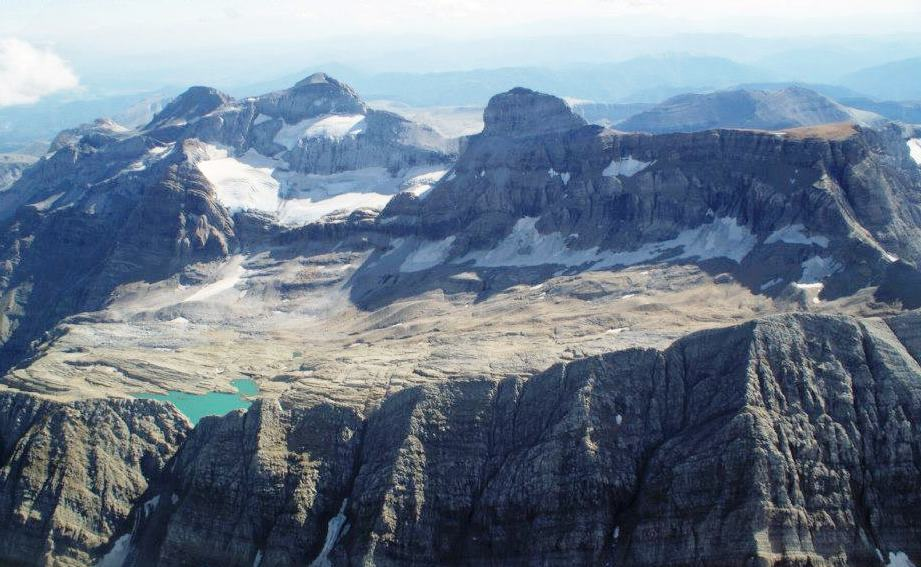
Glacier du Mont-Perdu fin août 2011

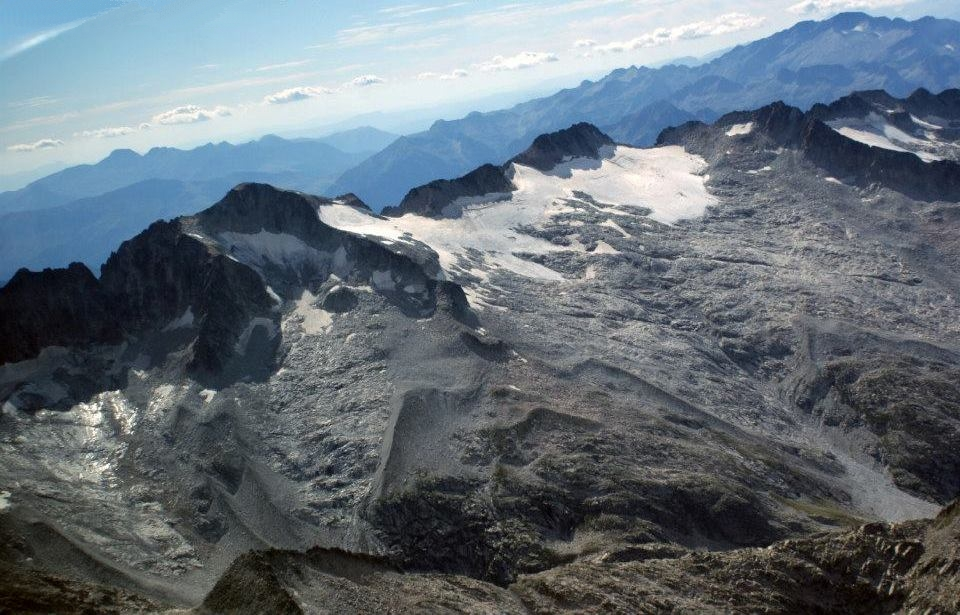
Glacier de l'Aneto fin août 2011

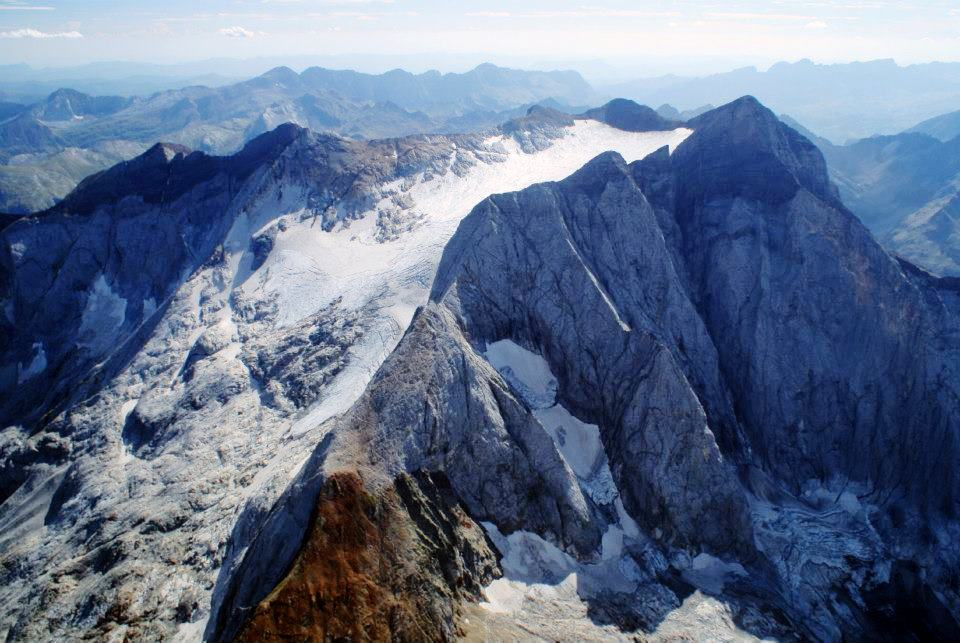
Glacier d'Ossoue et Glacier des Oulettes de Gaube fin août 2011

## Description

### Situation
Les glaciers subsistant dans les Pyrénées sont tous situés entre le Balaïtous à l'ouest et le mont Valier à l'est.
Ceux situés en Espagne, sur le versant sud des Pyrénées, principalement dans les vallées de Tena, Ordesa et Bénasque, apparaissent au-dessus de 2 700 m d'altitude quand ceux situés en France, sur le versant nord, n'apparaissent qu'au-delà de 2 800 m.

### Étude des glaciers pyrénéens
Les premières études relatives aux glaciers des Pyrénées remontent à la fin du XVIIIe siècle lorsque Louis Ramond de Carbonnières en publie des descriptions en 1789.
Ces études se poursuivent au cours des XIXe et XXe siècles avec en 1857, une couverture photographique des glaciers de la Maladeta par Aimé Civiale et en 1873, l'élaboration par Eugène Trutat d'une méthode de mesure à ce même glacier.
En 1891, sous l'impulsion du prince Roland Bonaparte, l'étude des glaciers alpins est étendue à celle de leurs équivalents pyrénéens.
En 1900, l'abbé Ludovic Gaurier commence une étude des glaciers et lacs pyrénéens, prolongée de 1932 à 1964 par le service des Eaux et Forêts.

### Cartographie
La cartographie des glaciers des Pyrénées est amorcée dès le milieu du XIXe siècle avec l'établissement des premières cartes d'état-major.
Dès la fin de ce siècle, le géographe Franz Schrader en entame la cartographie complète et publie, en 1914, une carte au 1/20 000e des massifs de Gavarnie et du Mont-Perdu.

### Évolution

#### Préhistoire

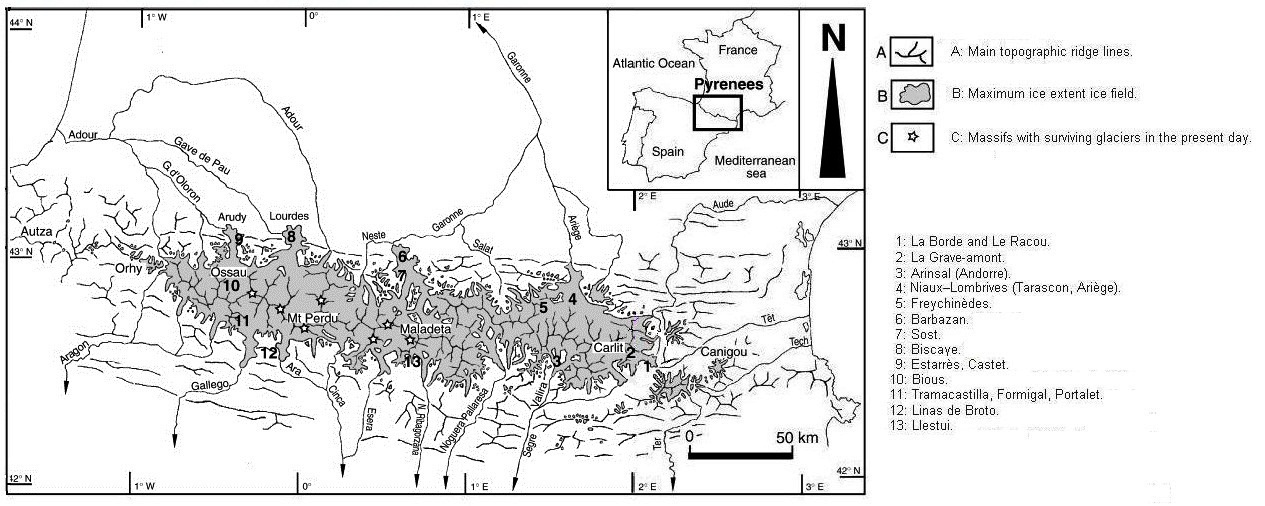
Carte des glaciers pyrénéens à la dernière glaciation

Il y a 30 000 ans environ, au Maximum würmien, on estime que la surface couverte par des glaciers, pour les seules Pyrénées espagnoles, excédait les 300 km de long et commençait à environ 700 m d'altitude. Sur le versant français, les grandes vallées méridiennes abritaient des glaciers de plusieurs dizaines de kilomètres de long (75 km pour le glacier de la Garonne, 70 pour le glacier de l'Ariège et environ 60 km pour le glacier du gave de Pau) dont les fronts débordaient sur le piémont, vers 400 m d'altitude.
Les Arres d’Anie étaient recouvertes d’un glacier de plateau de 45 km2, dont les langues de diffluence descendaient à 600 m en versant nord et à 1 100 m en versant sud.
La ligne d'équilibre glaciaire se situait entre 1 200 m et 1 800 m d'ouest en est, soit environ 1 500 mètres au-dessous de la ligne d'équilibre actuelle.
La chronologie précise de la déglaciation würmienne reste discutée, mais on estime que les grandes vallées étaient totalement et définitivement déglacées il y a environ 16 000 ans. Les glaciers ont néanmoins connu une progression rapide et temporaire lors de la période tardiglaciaire (Dryas récent), il y a 11 600 ans.

#### Époque historique
De 1550 à 1850, un faible refroidissement du climat de la Terre, appelé petit âge glaciaire entraîne une avancée des glaciers des Pyrénées.
Depuis la fin de cette période, un recul général est observé, conséquence du réchauffement.
Cependant, le recul a été entrecoupé de périodes de stagnation des fronts glaciaires parfois même de mini avancées. Les principales se seraient produites dans les années 1890, 1920, 1945 et 1970.
En 1876, lorsque Franz Schrader établit sa cartographie des glaciers pyrénéens, ceux-ci occupaient une surface proche de 2300 hectares. En 2007, cette même surface était d'environ 350 hectares.
Au cours des dernières décennies, la rapidité de la fonte a donc considérablement augmenté : la surface des glaciers pyrénéens s'est trouvée réduite de plus de moitié entre 1990 et 2007. En outre, leur épaisseur diminue rapidement : d'1,5 mètre par an pour le glacier d'Ossoue, de presque 2 mètres en 2006 pour le glacier de la Maladeta. Au cours des neuf années précédant 2011, ces deux glaciers ont perdu respectivement 13 et 10 m d'épaisseur. Selon l'association Moraine qui fait des mesures depuis 2001 sur les glaciers français des Pyrénées, le glacier d'Ossoue a perdu plus de 27 mètres d'épaisseur entre 2001 et 2018. L'ensemble des glaciers pyrénéens d'Espagne et de France qui représentaient une superficie de 23 km2 en 1850 n'en représentaient plus que 12,8 km2 en 1950 et 2,6 km2 en 2016.
Autre exemple parlant, la dernière cascade de glace des Pyrénées, au glacier du Petit Vignemale, s'est effondrée à l'été 2007.
Si l'évolution actuelle se poursuit au même rythme, la disparition totale des glaciers des Pyrénées est prévue entre 2050 et 2070 selon les hypothèses. Avec la fonte des neiges éternelles et glaciers de la cordillère Cantabrique, de la sierra Nevada et du Système central au cours des siècles passés, l'Espagne serait ainsi libre de glace.
Étant en voie de disparition, les glaciers pyrénéens sont l'objet d'une attention particulière de la part des autorités espagnoles et françaises. En Espagne, ils furent déclarés Monuments naturels de la communauté autonome d'Aragon en 1990. L'aire protégée sur les versants espagnols est de 2 411 hectares qui comprennent les glaciers mais aussi les moraines formées par les glaciers au cours du temps.

## Liste des glaciers pyrénéens
Voici, d'ouest en est, la liste de ces glaciers, dont la plupart sont en train de disparaître. Ceux ayant disparu ou étant réduits à l'état de simples névés sont en italique. Les surfaces données entre parenthèses ont été relevées entre 2000 et 2007.

### Glaciers des Pyrénées françaises

#### Glaciers desHautes-Pyrénées

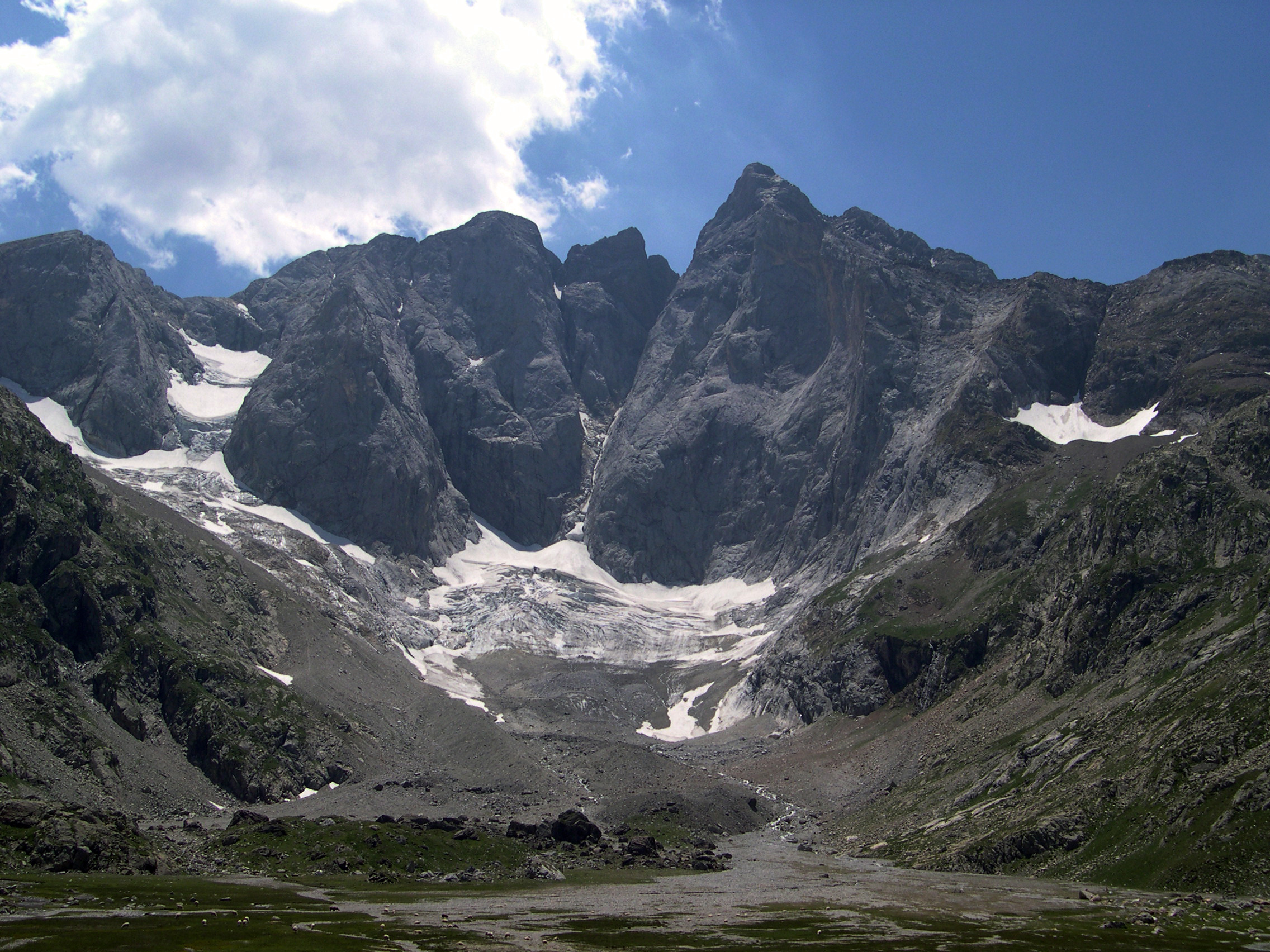
Le glacier des Oulettes de Gaube (au centre) et le glacier du Petit-Vignemale (à gauche), en juillet 2005

##### Massif du Balaïtous
- Glacier du Pabat
- Glacier de Las Néous

##### Vallée du Marcadau
- Glacier d'Aragon

##### Massif du Vignemale

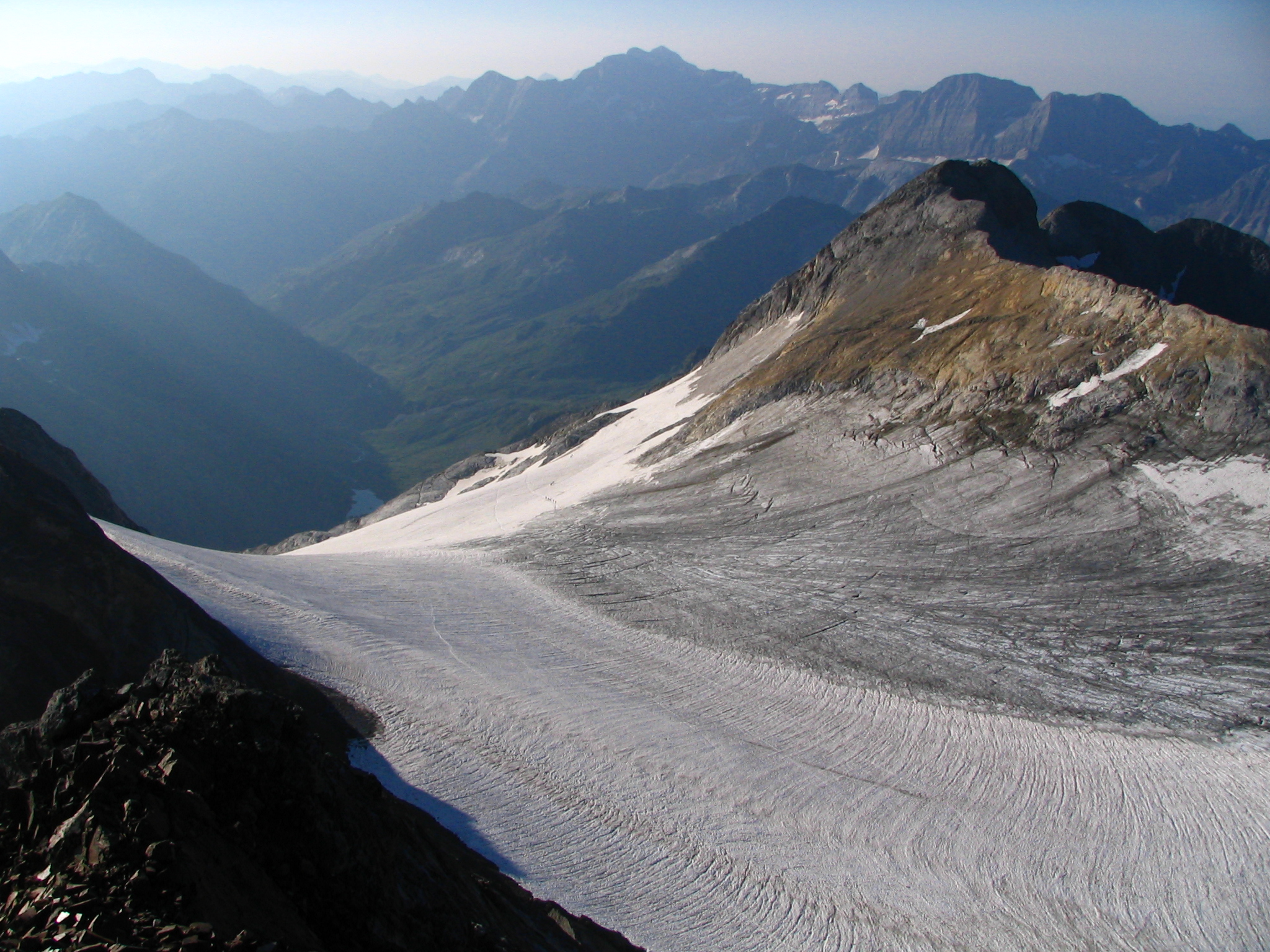
Le glacier d'Ossoue en été 2005

- Glacier des Oulettes de Gaube
- Glacier du Petit-Vignemale
- Glacier d'Ossoue
- Glacier du Montferrat

##### Massif du Mont-Perdu

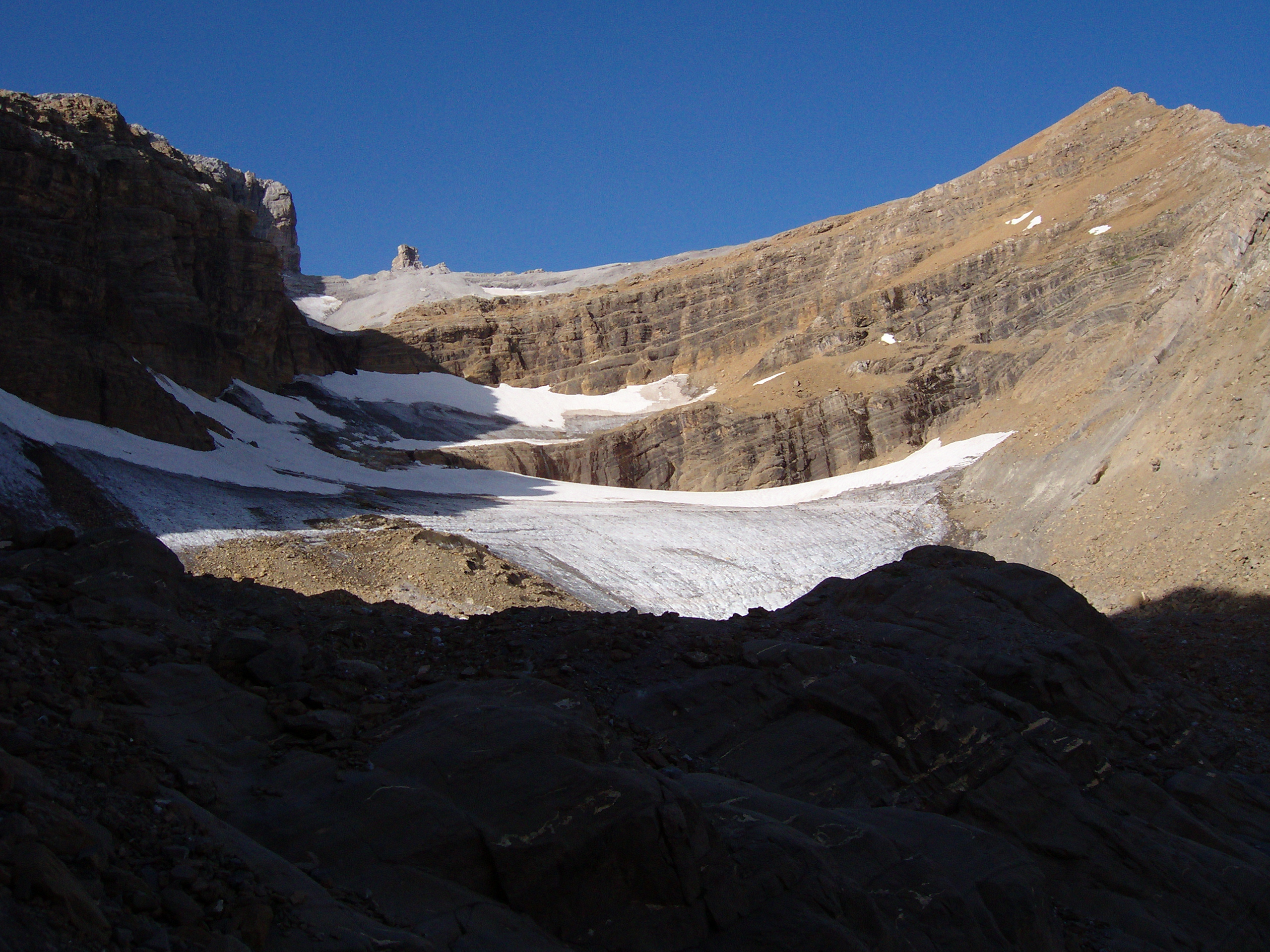
Le glacier du Taillon en juillet 2004

- Glacier des Gabiétous
- Glacier du Taillon
- Glacier de la Brèche de Roland
- Glacier du Casque
- Glacier de la Cascade
- Glacier du Col de la Cascade
- Glacier de l'Épaule
- Glacier Ouest du Marboré
- Glacier de Pailla Ouest
- Glacier de Pailla Est
- Glacier d'Astazou (6 ha en 2000)

##### Massif du Néouvielle
- Glacier du Lac Tourrat
- Glacier de Pays Baché
- Glacier de Maubic
- Glacier de Maniportet
- Glaciers du Néouvielle
- Glacier du Ramougn

##### Massif de la Munia
- Glacier de la Munia (4 ha en 2007)
- Glacier de Barroude (5 ha en 2001)

##### Vallée du Louron
- Lac de Clarabide (ancien glacier, devenu lac au cours du XIXe siècle)[12]

#### Massif de Perdiguère
- Glacier des Gourgs Blancs

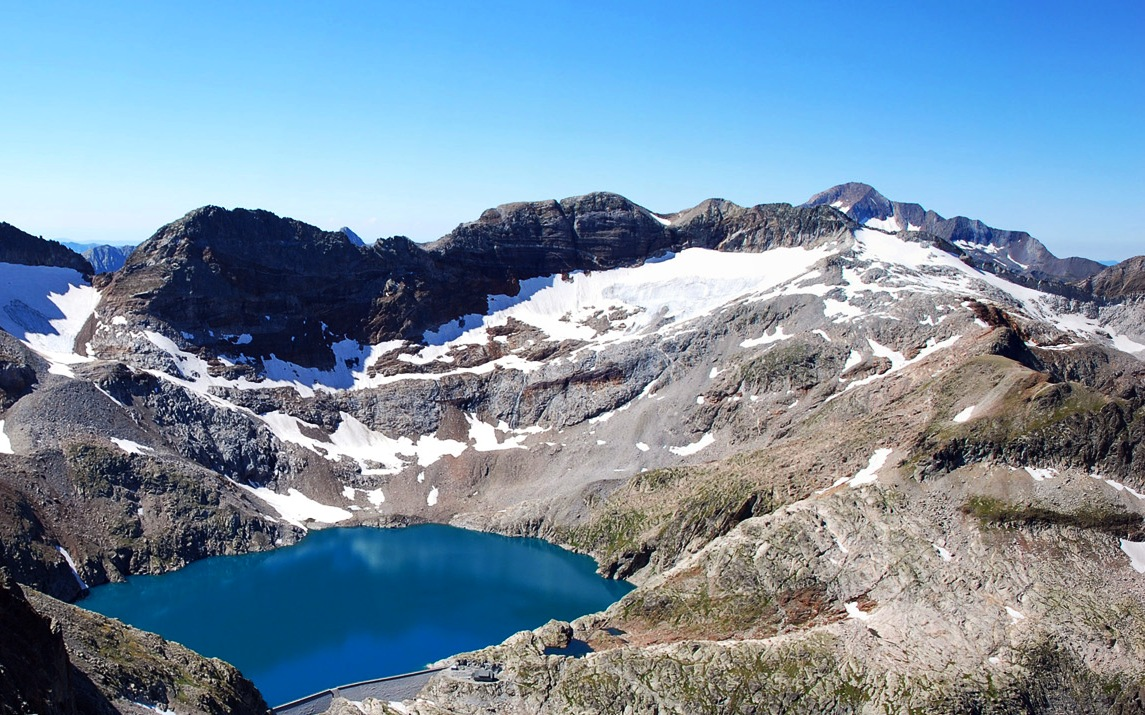
Seil de la Baque début septembre 2008

- Seil de la Baque (11,5 ha en 2007)
- Glacier du Portillon d'Oô (4 ha en 2007)
- Glaciers des Crabioules
- Glacier Ouest du Maupas
- Glacier de Boum (7 ha en 2005)
- Glacier des Grauès

#### Massif du Mont-Valier
- Glacier d'Arcouzan (1,5 ha en 2004, 2,8 ha en 2013) - mont Valier

### Glaciers des Pyrénées espagnoles

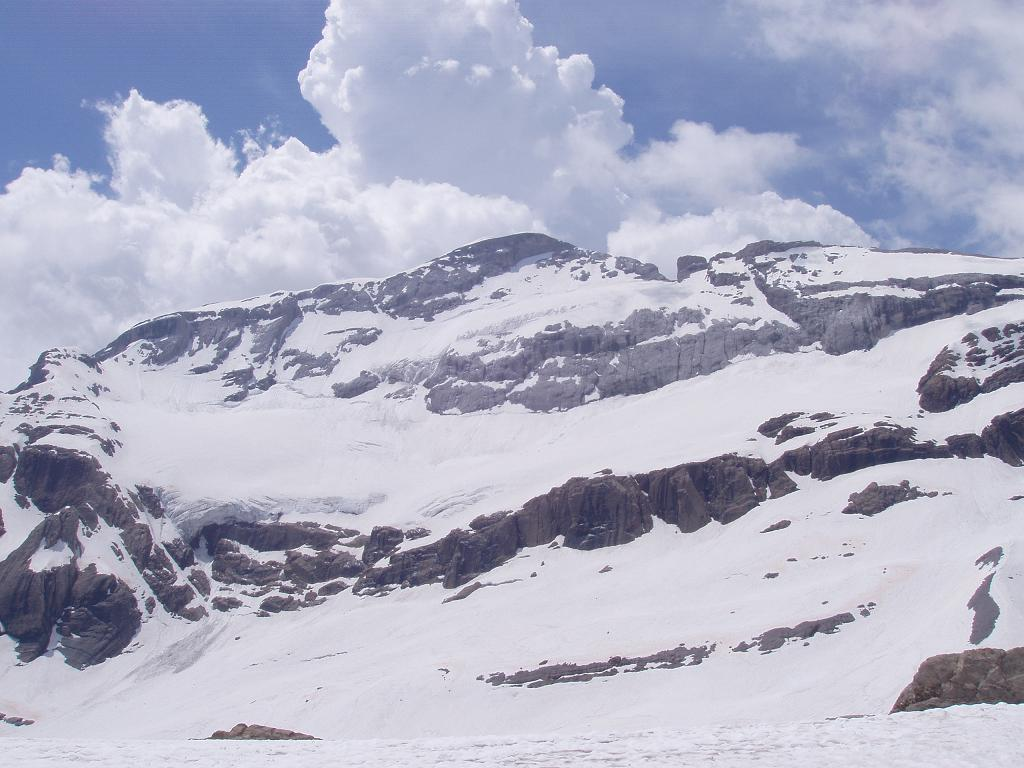
Le glacier du Mont-Perdu en juin 2004

#### Massif du Balaïtous
- Glacier de la Frondella
- Glacier de la Brèche Latour

#### Massif des Pics-d'Enfer
- Glacier d'Enfer Central (6 ha en 2007)
- Glacier d'Enfer Oriental
- Glacier de la Punta Zarra

#### Massif du Vignemale
- Glacier du Clot de la Hount
- Glacier de Labaza

#### Massif du Mont-Perdu
- Glacier du Mont-Perdu (32 ha en 2007)
- Glacier du Cylindre (6 ha en 2007)
- Glacier de Ramond
- Glacier d'Arrablo
- Glacier Sud du Taillon
- Glacier Sud des Pics de la Cascade

#### Massif de la Munia
- Glacier de la Robiñera

#### Massif de Perdiguère
- Glacier du Perdiguère
- Glacier de Literole
- Glacier Sud du Maupas

#### Massif des Posets
- Glacier des Posets (2 ha en 2007)

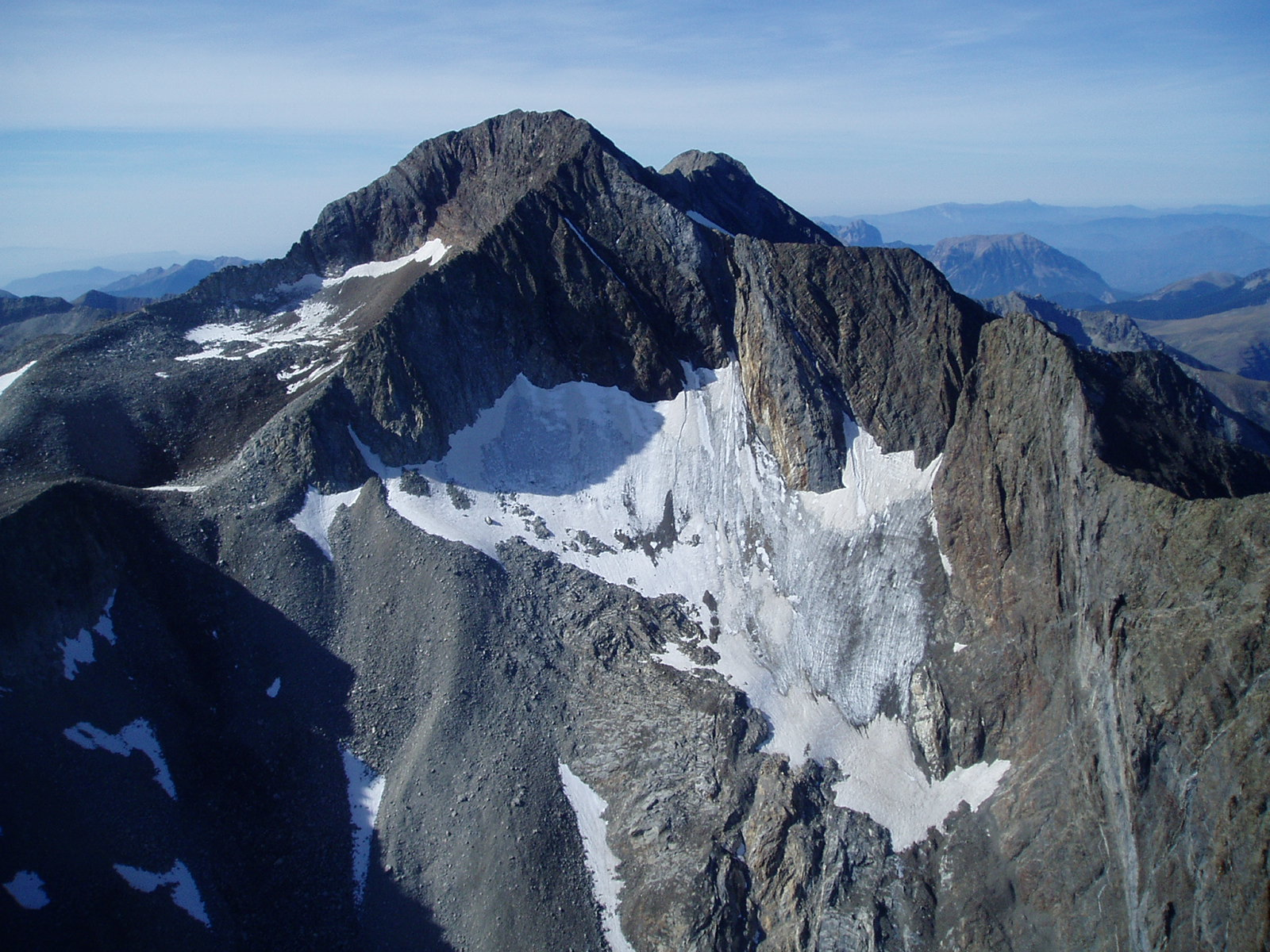
Posets et Glacier de Paoules - fin septembre 2008

- Glacier de Llardana (9 ha en 2007)
- Glacier de Paoules (6 ha en 2007)

#### Massif de la Maladeta
- Glacier d'Alba

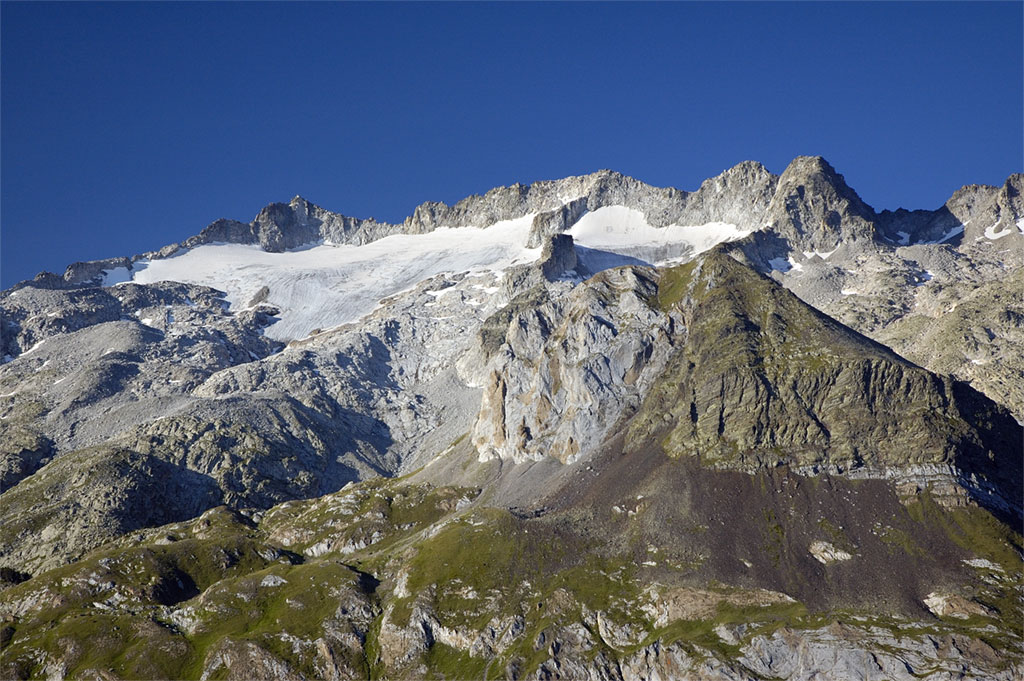
Le glacier de la Maladeta le 15 juillet 2006

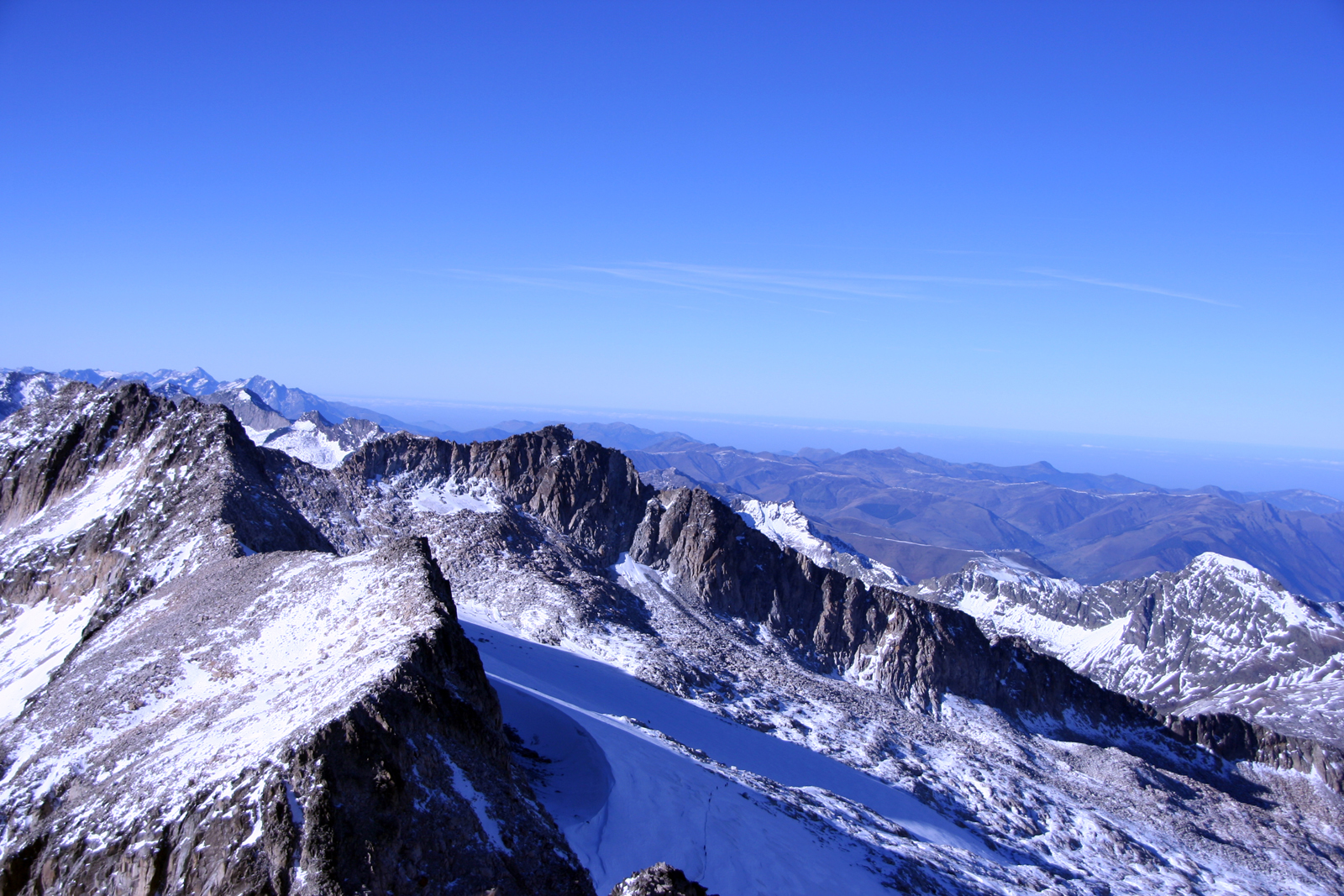
Le glacier de l'Aneto en novembre 2007

- Glacier de la Maladeta (33 ha en 2007)
- Glacier de l'Aneto (64 ha en 2007)
- Glacier des Tempêtes (10 ha en 2007)
- Glacier de Barrancs (8 ha en 2007)
- Glacier de Salenques
- Glacier de Llosás
- Glacier de Coronas
- Glacier de Cregüeña

## Les glaciers et les hommes
Plusieurs tragédies humaines ont eu lieu sur des glaciers pyrénéens. En voici quelques exemples :
Le 11 aout 1824, le guide Pierre Barrau de Luchon, vainqueur 8 ans plus tôt à la Maladeta, emmène des clients à ce pic. L’ascension se déroule bien et le groupe parvient au glacier de la Maladeta. Le glacier traversé, au pied du pic, une imposante rimaye les empêche d'atteindre le rocher. Barrau imprudent n'avait pas pris de cordes avec lui. Alors qu'il sonde quelques ponts de neige et qu'il pense en trouver un suffisamment solide pour passer, il s'élance. Le malheureux traverse la zone fragile et aussitôt, se fait engloutir par le glacier. Alors qu'il tombe, il s'écrie « Grand Dieu ! Je suis perdu ! Je me noie ! ». Les nombreuses tentatives pour récupèrer son corps n'eurent aucun succès.
Cet accident va pendant plus de quinze ans ralentir la conquête du plus haut sommet des Pyrénées, l'Aneto.
En 1931 (107 ans plus tard), les restes de Barrau furent retrouvés au pied du glacier, 1 100 mètres en contrebas de l'accident.
Le 31 juillet 1840, le jeune chasseur Caubet, surnommé Pays Baché, disparait lors d'une partie de chasse à l'isard sur les pentes du Pic Long. Sans nouvelle de lui, une équipe est envoyée quatre jours plus tard sur les lieux du drame supposé. Là, ils s'aventurent sur le glacier est du Pic Long et découvrent des traces s'arrêtant net devant une crevasse. Comprenant que le pauvre Caubet avait chuté, ils tentèrent de récupérer le corps mais échouèrent en dépit de plusieurs tentatives.
Le 31 juillet 1868 (28 ans plus tard), son corps fut retrouvé au niveau du front du glacier.
En 1954, un grimpeur espagnol expérimenté, Joaquin Lopez Valls, part escalader les parois du cirque des Tempêtes (massif de l'Aneto). Alors qu'il est en train d'escalader, un énorme bloc se détache de la paroi et entraine le grimpeur dans sa chute. Malgré plusieurs tentatives, les secours ne parviennent pas à retrouver son corps, pris au piège dans la rimaye du glacier.
Durant les étés 2000 et 2001 (46 ans plus tard), des restes de Joaquin sont retrouvés par des randonneurs.
Le 9 mars 1974, Catherine Veron, une skieuse française, tombe dans une crevasse du glacier de l’Aneto alors qu’elle cheminait vers le col de Coronas. Cette année, il avait encore peu neigé et certaines crevasses n’étaient pas complètement rebouchées. La victime tomba dans l’une d’elles à la suite de la rupture d’un pont de neige. Malgré les efforts de la gendarmerie française et de l’an Guardia Civil pour descendre dans la crevasse, il fut impossible de remonter le corps. Ses restes apparaîtront finalement au front du glacier en 1992.